# Atomic Betty
Atomic Betty är en kanadensisk–fransk animerad TV-serie, som har producerats av Atomic Cartoons, Breakthrough Films & Television, Tele Images Kids, LuxAnimation och Phil Roman Entertainment och Marathon Media från 2004 och framåt. Den har bland annat visats på Cartoon Network.

## Figurer

### Huvudfigurer
- Atomic Betty - seriens huvudperson och hjältinna. På Jorden är hon en helt vanlig skolflicka känd som Betty, men hon kan magiskt förvandla sig till brottsbekämpare Atomic Betty för att skydda galaxen från sina fiender, när hon får veta att hon är en främmande som hade magiska krafter. Hon är rödhårig och grönögd alien-human hybrid.
- Sparky - Atomic Bettys pilot, som vill bli en hjälte precis som hon. Han har grön hud, blått hår och en stor näsa.
- X-5 - en gul robot, som gillar att reta Sparky för sin dumhet. Han använder ofta komplicerade ord som Betty och Sparky har svårt för att förstå, varpå han blir irriterad och förenklar orden.

### Skurkar
- Maximus I.Q. - huvudskurken i serien och Atomic Bettys ärkefiende. Han är chef över de flesta skurkarna i serien. Han liknar en korsning mellan en katt och en människa.
- Minimus P.U. - Maximus assistent. På var sin sida av sitt huvud har han två ansikten, som har olika personligheter; rädsla och elakhet.
- Kameleonten (The Chameleon) - en liten skurk, som kan förvandla sig till vad som helst. Han jobbar ibland för Maximus.
- Infantor - en ond och bortskämd bebis, vars brott ofta innehåller leksaker och annat som associeras med spädbarn. Han är ibland assisterad av sin barnvaktsrobot.
- Doktor Cerebral - ett elakt, vetenskapligt geni. Han använder ibland vapen som "fördummar" andra genier, i syfte att bli den smartaste i Universum.
- Istappia (Icicla) - drottningen över isplaneten Glacies, som vill frysa andra planeter i galaxen för att utöka sitt kungarike.
- Nuclea - en av Bettys farligaste fiender, eftersom hon har radioaktiva superkrafter.

### Andra figurer
- Admiral von Karp (Admiral DeGill) - en fiskliknande varelse, som är Bettys befälhavare. Han anropar henne när Universum är i fara.
- Noah Parker - en pojke som är Bettys bästa vän på Jorden. Det börjar i hemlighet att växa en romans mellan dem.
- Penelope Lang - en snobbig skolkamrat till Betty, som tror att hon är den populäraste flickan på skolan, fast hon inte är det. Hon retar ofta Betty och Noah, men får ofta igen för det.
- Bettys mamma - hon är väldigt pedantisk och tvingar Betty att städa sitt rum överdrivet mycket. Men hon är ändå en omtänksam mamma.
- Bettys pappa - han jobbar som försäljare och är ofta upptagen och frånvarande i tankarna.

## Avsnitt

### Säsong 1 (2004 - 2005)
1. Furball for the Sneeze / Attack of the Evil Baby
2. The Doppelganger / Toxic Talent
3. But the Cat Came Back / Lost in Spa
4. Spindly Tam Kanushu / Science Fair
5. Space Brains / Atomic Roger
6. Maximus Displeasure / Cosmic Cake
7. Bye-Bye X-5 / The Substitute
8. The Good, The Bad, and the Sparky / Self Sabotage
9. When Worlds Collide / The Ghost Ship of Aberdeffia
10. Poached Egg / Battle of the Bots
11. The really Big Game / And the Winner is...
12. The Great Race / Martian Makeover
13. Betty's Secret Admirer / Slime of the Century
14. Winter Carnival / Crass Menagerie
15. Solar System Surfin' / Power of the Pharaoh
16. The Trouble with Triplets / Spider Betty
17. Power Arrangers / Dream Come True
18. Betty vs the Giant Killer Ants / Best (Mis) Laid Plans
19. No Business Like Snow Business / Infantor Rules
20. Galactic Pirates of the Corralean / The Revenge of Masticula
21. The Incredible Shrinking Betty / Friends for Eternity
22. Wizard of Orb / Max-Land
23. Like Father, Like Scum / Planet Stinxx
24. Big Top Betty / Dr. Cerebral and the Stupifactor Ray
25. Jingle Brawls / Toy Historyia
26. Franken Brain / Evil Idol

### Säsong 2 (2005 - 2006)
1. Bracelet Yourself (Tvådelarsavsnitt)
2. The New Neighbour / Pre-Teen Queen of Outer Space
3. Auntie Matter / Oy, Robot
4. Werewolves on Zeebot / Return of the Pharaoh
5. Pop Goes the Maxx / Sleeping Like a Baby
6. Ferried Treasure / The X-Rays
7. By Virtuoso of Insanity / SWITCHMO-tized
8. Captain Sparky / Earth to Roger
9. Hi-Jinxed / Robo-Betty
10. Take Two Evils and Call Me in the Morning / The Scribe
11. Mad Maximus / The Cheerleaders of Doom
12. Reeking Havoc / Practically Joking
13. The Great Sub-TRAIN-ean Robbery / The Minion
14. Eternal Elixir /	Bee Movie
15. Evil Juniors / As the Worm Turns
16. Extreme Makeover / Once Bitten, Twice Slimed
17. The Collector / Night of the DeGilla Monster
18. Big Bad Plant From Outer Space / Nuclea Infected
19. The Brat Pack Attack / A Fungus Amongus
20. The Gazundheit Factor / Good Kitty
21. Strange Case of Minimus-Hyde / The Market
22. Galactic Guardians No More! / Scribe 2: The Re-Scribing
23. No-Hit Wonders / License DeGill
24. Case of the Missing Kanushu /	Devolution City
25. Amulet of Shangri-La-De-Da / Best Dressed Villain
26. Takes One to Know One (Tvådelarsavsnitt)

### Säsong 3 (2008)
1. No Space Like Home (Tvådelarsavsnitt)
2. Family Feuds / Girl Power
3. Arr! It be 'olidays! / Rodeo Robots
4. Who's the Baby Now? / Spliced
5. April Fools Overture / Crimes of Fashion
6. The Big Dig / Wedding Crashers
7. Night of the Living Mummies / Trick or Creep (Halloween episode)
8. Roger, Where Are You? / Betty the Red
9. Mini-Maximus / Circus Sparkimus
10. Shake Your Booga / Cosmic Comicon
11. A Hard Day's Fight / If the Shoe Fits
12. It Came from Hollywood / Lulu on the Loose
13. Betty and the Beast / Mirror of Morganna
14. Love Bites / Zulia's New Beau
15. Beach Blanket Betty / Ice Queen
16. Bold Age / Cat Fight
17. The Doomsday Game / Degill and Son
18. Vaudevillains / The Manchurian Guardian
19. Elementary, My Dear Minimus / Great Eggspectations
20. Scent of a Blugo / Star-Crossed Lovers
21. A Finful of Dollars / Betty Boot Camp
22. Invading Spaces / Make a Wish
23. Fairytale Fate / Ice Monsters
24. The Way of the Weiner / Pimplepalooza
25. Noah's Bark / Queen for a Day
26. She Came from the Future (Tvådelarsavsnitt)